# Caserne de pompiers d'Havukoski
La caserne de pompiers d'Havukoski (en finnois : Havukosken paloasema) est une caserne de pompiers du quartier d'Havukoski à Vantaa en Finlande,.

## Présentation
La caserne a commencé à fonctionner en février 2011, lorsque l'équipement et l'équipage de la caserne de pompiers de Hiekkaharju s'y sont installés. 
La caserne de pompiers est la deuxième plus grande caserne de pompiers de Finlande en termes de nombre d'appels, après la caserne centrale de Kallio.
La caserne de pompiers de Havukoski reçoit en moyenne six appels d'incendie et de sauvetage et 22 missions d'ambulance chaque jour. 
L'emplacement de la caserne de pompiers de Havukoski a été considéré comme un succès stratégique. 
L'accés est rapide aux principales routes de Vantaa-Est, telles que la route de Lahti, le Koivukylänväylä et l'Asolanväylä, et, si nécessaire, également le tunnel de la ligne Kehärata. 
Les courses de sauvetage se sont accélérées en direction de Korso et de Vantaa-Est en moyenne de 1,5 minute; les destinations sont atteintes en cinq minutes en moyenne, avec un temps cible de six minutes,.

## Galerie

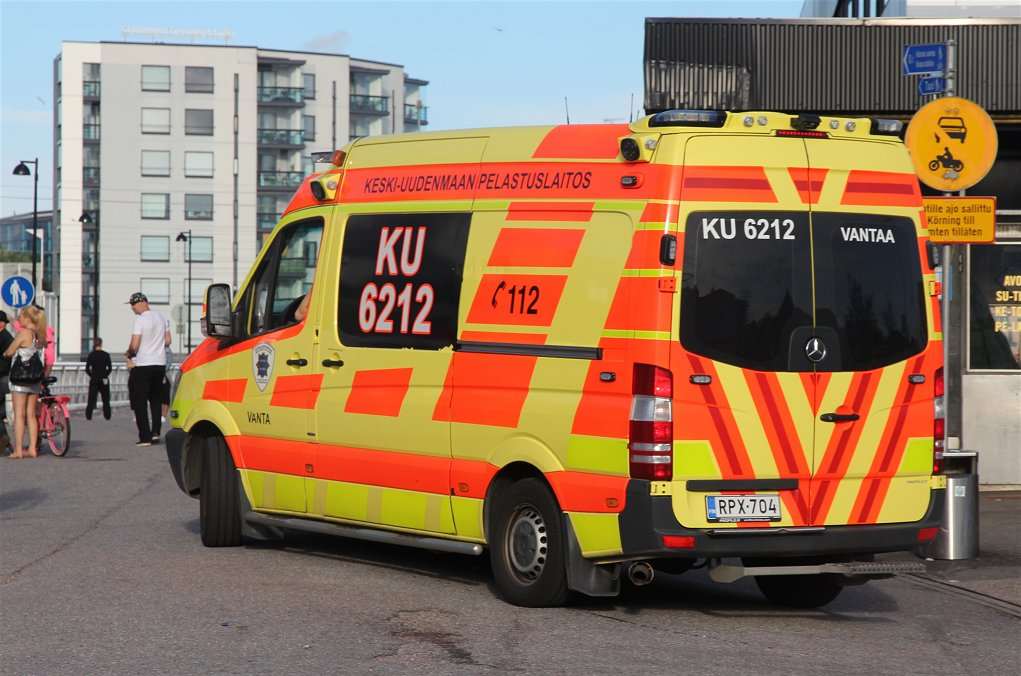
Unité KU 6212 du service de secours central d'Uusimaa en service à proximité de l'événement Korso Rock Festival en juillet 2016.